# Пролетарская улица (Таруса)
Улица Пролетарская — улица в исторической части города Таруса. Проходит от склонов русла реки Таруса, совершив колено, до ГСК Тарусский-2. Протяжённость улицы 1831 метр. Один из главных туристических маршрутов города.

## История
В начале своей истории район улицы представлял собой городскую окраину. Историческое название — Безымянная.
В 1902 году Тарусу посетил художник Василий Алексеевич Ватагин, он проникся атмосферой места и в 1914 году выстроил в конце улицы дом-мастерскую в стиле старой архитектуры Русского Севера. Он же принял непосредственное участие в создании интерьеров своей мастерской (роспись по дереву, изделия из глины, керамические изделия, комнаты были меблированы в стиле индийского эпоса, мастерскую украшает декоративное панно на ту же тематику). В саду, разбитом около дома, среди елей, берез и пихт, посаженных самим художником, были установлены вырезанные из камня мартышка и горный баран.
В 1955 году на этой, самой последней тогда, улице половину самого последнего, над рекой, дома приобрела супруга писателя К. Г. Паустовского. Дом был деревянным, очень старым, ещё дореволюционным, который в 1927 году привезли из деревни в город. Жилая площадь составляла 26 метров, в этой части дома было три маленькие комнаты, а посередине стояла большая печь. Последние годы жизни писатель очень много времени проводил в этом доме.
В 2018 году в д. 16 на улице была открыта чайная «Второе дыхание», ранее в этом здании, 1908 года постройки, размещалось подворье Свято-Троицкой женской общины. Чайная позиционирует свою литературную направленность, особую связь с Мариной Цветаевой (в меню есть даже пирог по рецепту поэтессы).

## Улица в кинематографе
На улице снимался ряд эпизодов экранизации рассказа Паустовского «Телеграмма» (фильм не предназначался для широкого показа).

## Достопримечательности
д. 2 — Мемориальный дом-музей К. Г. Паустовского
д. 16 — кафе «Второе дыхание»
д. 35 — дом художника В. А. Ватагина (не музеефицирован)

## Известные жители
Художник Е. М. Рачёв

## Галерея
- Мемориальный дом-музей К. Г. Паустовского
- Дом художника Ватагина
- кафе «Второе дыхание»
- кафе «Второе дыхание»